# Salzburg AG Tourismus
Die Salzburg AG Tourismus GmbH  ist ein Mobilitätsunternehmen in Österreich, das mit der Wolfgangseeschifffahrt und der Schafbergbahn zwei der wichtigsten Tourismusattraktionen des Salzkammerguts betreibt. In der Stadt Salzburg selbst ist es darüber hinaus für den Mönchsbergaufzug und die Festungsbahn zuständig.

## Geschichte
Die Gesellschaft wurde mit Erklärung über die Errichtung der Gesellschaft vom 2. August 2005 (Firmenbucheintrag: 10. August) als ein Tochterunternehmen der ÖBB Personenverkehr Aktiengesellschaft gegründet. Der Zweck der Gründung dieser Gesellschaft war, einen Teil des Bahnbetriebes der Österreichischen Bundesbahnen auszugliedern, um den eingebrachten Teilbetrieb danach samt Betriebsmitteln verkaufen zu können. Mit Generalversammlungsbeschluss vom 28. September 2005 wurde die Spaltung zur Aufnahme des Teilbetriebes Wolfgangseeschifffahrt/Schafbergbahn der ÖBB PV AG gemäß dem Spaltungs- und Übernahmevertrag vollzogen und der damals noch unter dem Namen ÖW Eins Schiffbetrieb GmbH firmierten Gesellschaft übertragen.
Die Salzburg AG erwarb schließlich die Schafbergbahn und die Wolfgangseeschifffahrt. Der Name Salzkammergutbahn wurde in Anlehnung an den Erstbesitzer der Schafbergbahn, der Salzkammergut-Lokalbahn, gewählt.

## Tätigkeitsbereiche
Auf der Schafbergbahn verwendet das Unternehmen überwiegend Neubauzahnraddampfloks aus den 1990er-Jahren. Daneben stehen auch historische Dampfloks aus der Zeit des Bahnbaues sowie ein Dieseltriebwagen im Einsatz.
2007 transportierten die Wolfgangseeschiffe 426.919 Besucher nach St. Wolfgang, die Schafbergbahn 278.785. Damit gehören diese beiden Transporteinrichtungen – neben der Pöstlingbergbahn – zu den wichtigsten Sehenswürdigkeiten in Oberösterreich, und auch den Top 20 Österreichs.